# Ida Henriette da Fonseca
Ida Henriette da Fonseca (Copenhaguen, 27 de juliol de 1802 – 6 de juliol de 1858) fou una cantant d'òpera i compositora danesa.

## Biografia i formació
Era filla d'un agent de borsa jueu d'origen germano-portuguès, Abraham da Fonseca, i Marie Sofie Kiærskou. Ella i la seva germana Emilie eren alumnes de Giuseppe Siboni, mestre de cor de l'Òpera de Copenhaguen, que va introduir l'òpera italiana a Dinamarca. Da Fonseca va obtenir un lloc a l'Òpera Reial el mateix any que va debutar, el 1827.

## Cantant d'òpera
Va fer diverses gires per Europa el 1829 i els anys 1833–34, actuant a Alemanya, els Països Baixos i Suècia, i aviat va ser considerada una prima donna i una de les cantants més grans d'Escandinàvia, però com que no era una soprano sinó una contralt, una veu que no s'estilava gaire en aquell moment, no se li va donar gaire entrada a l'òpera danesa, i sovint feia papers masculins. Va obtenir els seus èxits més importants en els papers principals de les òperes Tancredi, de Gioachino Rossini, amb què havia debutat; Fra Diavolo, de Daniel Auber, en el paper de Lady Pamela; o en el del cavaller Malcolm a La donna del lago, de Rossini.

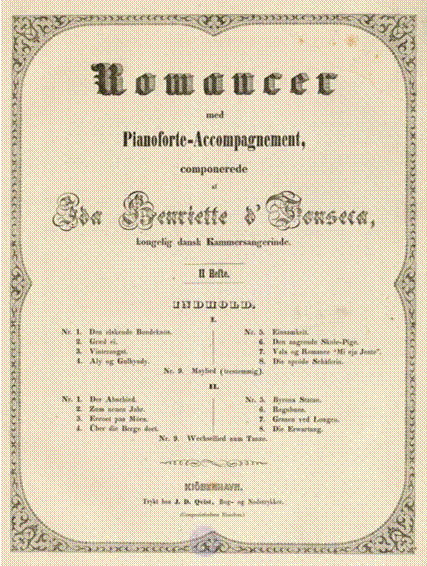
Una de les publicacions d'Ida da Fonseca.

Es va jubilar el 1840 però l'any 1841, a petició seva, va ser nomenada cantant de cambra a la cort reial, cosa que li va permetre mantenir-se econòmicament facilitant la captació d'alumnes i fent de professora de cant. Va actuar a la cort per últim cop el 1842. No obstant això, va ser popular com a cantant de concerts i molt activa com a tal.

## Compositora
A finals de la dècada de 1840, Ida da Fonseca va publicar un volum amb les seves pròpies composicions, seguit del segon volum el 1853, constituïdes per un conjunt de gairebé una vintena de peces –cançons amb acompanyament de piano, un trio i un quartet– basades en textos de Goethe, Adam Oehlenschläger i Andreas Munch.